# Nicolai Stokholm
Nicolai Stokholm (* 1. dubna 1976, Regstrup, Dánsko) je bývalý dánský fotbalový záložník a reprezentant, který ukončil kariéru v létě 2014 v dánském klubu FC Nordsjælland.

## Klubová kariéra
Mimo Dánska hrál v Norsku, bylo to v letech 2006–2008 v klubu Viking FK.

## Reprezentační kariéra
V A-týmu Dánska zažil debut 1. března 2006 v přátelském utkání s domácím Izraelem. Byla to vítězná premiéra, Dánsko porazilo svého soupeře 2:0. Stokholm se dostal na hřiště v 90. minutě, když střídal Simona Poulsena.
Nastoupil i v kvalifikaci na MS 2014. Hrál např. v utkání s Českou republikou na Andrově stadionu v Olomouci 22. března 2013, kde Dánsko porazilo ČR 3:0. Nastoupil v základní sestavě i v dalším kvalifikačním utkání 26. března 2013 v Kodani proti hostujícímu Bulharsku, které skončilo remízou 1:1. Dánsko získalo z 5 zápasů 6 bodů a kleslo na čtvrté místo za Českou republiku.
Celkem odehrál v letech 2006–2013 za dánský národní tým 8 zápasů, gól nevstřelil.